# Lev Landau
Lev Davidovitj Landau (russisk: Лев Давидович Ландау, tr. Lev Davidovitj Landau; født 9. januar 1908, død 1. april 1968) var en af det 20. århundredes store fysikere. Han gjorde vigtige bidrag inden for en lang række felter, blandt andet superledning, superfluiditet, kvanteelektrodynamik, kernefysik og partikelfysik. Han skabte teorien om andenordens faseovergange. Mange fysiske fænomener er knyttet til hans navn, bl.a. Landau-poler, Landau-dæmpning, Landau-kvantisering og Landau-niveauer.
Sammen med Lifsjits skrev Landau en bogserie, som var ment til på konsistent vis at dække al teoretisk fysik. Denne er fortsat i udstrakt brug.
Han fik Nobelprisen i fysik i 1962.

## Biografi
Landau blev født 22. januar 1908 i Baku. Faren arbejdede som petroleumsingeniør og moren var læge som også arbejdede med forskning.
Sin begavelse viste han tidligt, og Landau afsluttede sine skolefag som 13-årig. Allerede da var han tiltrukket af de eksakte videnskaber. Han studerede matematisk analyse på egen hånd og han plejede senere at sige at han knapt kunne mindes en tid hvor han ikke kunne derivere og integrere.
I 1922 blev Landau indskrevet på institut for fysik ved Leningrad-universitetet. I Leningrad, som da var centrum for sovjetisk fysik, blev han fortrolig med teoretisk fysik, som var i voldsom udvikling. Arbejdsmængden og entusiasmen han lagde for dagen var enorm, som fx at han om natten ikke sov, men fortsatte med at flytte formler omkring.
Senere plejede han at beskrive hvordan han på denne tiden blev slået af den fantastiske skønhed i den generelle relativitetsteori. Tilsvarende læste han ekstatisk artikler af Schrödinger og Heisenberg, som signaliserede den nye kvantemekaniks fødsel. Fra dem fik han ikke bare glæden over naturvidenskabens skønhed, men også en spontan erkendelse af det menneskelige geni, hvis største triumf er evnen til at opfatte begreber selv udenfor fantasiens grænser.
Fra 1932 var Landau chef for teori-afdelingen på Ukraines Institut for fysik og teknologi, i Kharkov. I 1937 var han overhoved for teori-afdelingen på Institut for fysiske problemer i Moskva. Han var også medlem af USSRs videnskabsakademi.
I 1937 giftede han sig med Konkordija Terentʹevna Landau-Drobanceva og i 1946 fik de en søn, Igor, som blev eksperimentalfysiker.
Han blev arresteret den 27. april 1938, under Stalins udrensninger af jøder, fordi han havde sammenlignet det stalinistiske diktatur med Hitlers diktatur, og blev holdt fanget i NKVDs Lubjanka fængsel, men blev løsladt efter et år den 29. april 1939, efter lederen af instituttet Pjotr L. Kapitsa, en eksperimentel lav-temperaturs fysiker personligt skrev et brev til Josef Stalin.
I 1946 blev Landau valgt som fuldt medlem af Sovjetunionens videnskabsakademi. I 1951 blev han valgt som medlem af det kongelige danske videnskabsakademiet og i 1956 det kongelige nederlandske videnskabsakademiet. I 1960 modtog han F. London-prisen (USA) og Max Planck-medaljen (Vest-Tyskland). I 1962 blev han æret med Nobelprisen i fysik for sit pionerarbejde i kondenserede fasers fysik, og specielt flydende helium.
Den 7. januar 1962 kolliderede Landaus bil med en modkørende lastbil. Han blev hårdt såret og tilbragte to måneder i koma. Selvom Landau kom sig på mange måder blev hans videnskabelige kreativitet ødelagt. og han vendte aldrig fuldt tilbage til videnskabeligt arbejde.
Lev Landau døde i 1968 og blev bisat på Novodevitjekirkegården.

## Landaus Liste
Landau havde en liste med fysikere, som han rangerede på en logaritmisk skala over produktivitet fra 0 til 5. Den højeste rangering på 0 blev tildelt Isaac Newton. Albert Einstein blev rangeret på 0,5. En rang på 1 blev tildelt grundlæggerne af kvantemekanik, Niels Bohr, Werner Heisenberg, Paul Dirac og Erwin Schrödinger, samt andre. Landau rangerede sig selv som 2,5 men forfremmede sig senere til 2. David Mermin, som skrev om Landau, lavede en reference til skalaen og rangerede sig selv i fjerde division i artiklen My Life with Landau: Homage of a 4.5 to a 2.

## Bøger af Landau
Bøgerne blev skrevet i samarbejde med Lifsjits og danner en serie
- «Course of Theoretical Physics : Mechanics»
- «Course of Theoretical Physics : The Classical Theory of Fields»
- «Course of Theoretical Physics : Quantum Mechanics: Non-Relativistic Theory»
- «Course of Theoretical Physics : Relativistic Quantum Theory»
- «Course of Theoretical Physics : Statistical Physics Pt. 1»
- «Course of Theoretical Physics : Fluid Mechanics»
- «Course of Theoretical Physics : Theory of Elasticity»
- «Course of Theoretical Physics : Electrodynamics of Continuous Media»
- «Course of Theoretical Physics : Statistical Physics: Theory of the Condensed State Pt. 2»

Serien har derudover yderligere to bind skrevet af Lifsjits og Pitajevskij.
Ydermere har Landau skrevet en lang række videnskabelige artikler.

## Bøger om Landau
- Dorozynski, Alexander (1965). «The Man They Wouldn't Let Die» (foregår i de sidste 6 år efter bilulykken)
- Landau-Drobantseva, Kora (1999). «How We Lived»

## Arv
To himmelske objekter er navngivet i hans ære
- Småplaneten 2142 Landau.[8]
- Månekrateret Landau.